# Paulo André Cren Benini
Paulo André Cren Benini, meglio noto come Paulo André (Campinas, 20 agosto 1983), è un ex calciatore brasiliano, con passaporto italiano, di ruolo difensore.

## Carriera
Nel 2002 ebbe un provino con i Rangers, che però non superò. Nel 2009 il Corinthians lo prese in prestito dal Le Mans per un anno.

## Palmarès

### Club

#### Competizioni nazionali
- Campionato brasiliano: 1

Corinthians: 2011

#### Competizioni internazionali
- Coppa del mondo per club: 1

Corinthians: 2012
- Recopa Sudamericana: 1

Corinthians: 2013